# Olympiakos Syndesmos Filathlōn Peiraiōs 2022-2023
Questa voce raccoglie le informazioni riguardanti l'Olympiakos nelle competizioni ufficiali della stagione 2022-2023.

## Maglie e sponsor
Il fornitore tecnico per la stagione 2022-2023 è Adidas. Lo sponsor ufficiale è Stoiximan.
| 1ª divisa | 2ª divisa | 3ª divisa |

## Rosa
| N. |                          | Ruolo | Calciatore                  |
| -- | ------------------------ | ----- | --------------------------- |
| 1  | Rep. Ceca (bandiera)     | P     | Tomáš Vaclík                |
| 2  | Croazia (bandiera)       | D     | Sime Vrsaljko               |
| 2  | Brasile (bandiera)       | D     | Ramon                       |
| 4  | Guinea (bandiera)        | C     | Mady Camara                 |
| 4  | Grecia (bandiera)        | D     | Panagiotis Retsos           |
| 5  | Grecia (bandiera)        | C     | Andreas Bouchalakis         |
| 6  | Francia (bandiera)       | C     | Yann M'Vila                 |
| 7  | Grecia (bandiera)        | C     | Kōstas Fortounīs (capitano) |
| 8  | Camerun (bandiera)       | C     | Pierre Kunde                |
| 9  | Egitto (bandiera)        | A     | Ahmed Hassan                |
| 10 | Danimarca (bandiera)     | C     | Philip Zinckernagel         |
| 10 | Colombia (bandiera)      | C     | James Rodriguez             |
| 11 | Marocco (bandiera)       | A     | Youssef El-Arabi            |
| 12 | Brasile (bandiera)       | D     | Marcelo                     |
| 14 | Grecia (bandiera)        | D     | Thanasīs Androutsos         |
| 15 | Grecia (bandiera)        | D     | Sōkratīs Papastathopoulos   |
| 16 | Kosovo (bandiera)        | C     | Zymer Bytyqi                |
| 17 | Grecia (bandiera)        | A     | Marios Vrousai              |
| 18 | Corea del Sud (bandiera) | A     | Hwang Ui-Jo                 |
| 19 | Grecia (bandiera)        | C     | Giōrgos Masouras            |
| 20 | Portogallo (bandiera)    | C     | João Carvalho               |
| 20 | Inghilterra (bandiera)   | C     | Josh Bowler                 |
| 21 | Spagna (bandiera)        | C     | Pep Biel                    |
| 22 | Guinea (bandiera)        | C     | Aguibou Camara              |

| N. |                          | Ruolo | Calciatore             |
| -- | ------------------------ | ----- | ---------------------- |
| 23 | Grecia (bandiera)        | D     | Leonardo Koutris       |
| 23 | Brasile (bandiera)       | D     | Rodinei                |
| 24 | Senegal (bandiera)       | D     | Ousseynou Ba           |
| 26 | Spagna (bandiera)        | D     | Pipa                   |
| 27 | Svizzera (bandiera)      | C     | Pajtim Kasami          |
| 28 | Francia (bandiera)       | C     | Mathieu Valbuena       |
| 29 | Brasile (bandiera)       | A     | Tiquinho               |
| 30 | Stati Uniti (bandiera)   | A     | Konrad de la Fuente    |
| 33 | Corea del Sud (bandiera) | C     | Hwang In-beom          |
| 36 | Guinea (bandiera)        | C     | Mamadou Kane           |
| 38 | Mali (bandiera)          | C     | Diadie Samassékou      |
| 44 | Grecia (bandiera)        | D     | Kōstas Manōlas         |
| 45 | Moldavia (bandiera)      | D     | Oleg Reabciuk          |
| 47 | Spagna (bandiera)        | C     | Sergi Canós            |
| 47 | Mauritania (bandiera)    | A     | Aboubakar Kamara       |
| 61 | Grecia (bandiera)        | D     | Alexīs Kalogeropoulos  |
| 66 | Senegal (bandiera)       | D     | Pape Abou Cissé        |
| 74 | Grecia (bandiera)        | D     | Andreas Ntoi           |
| 77 | Capo Verde (bandiera)    | C     | Garry Rodrigues        |
| 80 | Grecia (bandiera)        | C     | Anastasios Sapountzis  |
| 88 | Grecia (bandiera)        | P     | Kōnstantinos Tzolakīs  |
| 91 | Grecia (bandiera)        | P     | Alexandros Paschalakīs |
| 94 | RD del Congo (bandiera)  | A     | Cédric Bakambu         |
| 97 | Serbia (bandiera)        | C     | Lazar Ranđelović       |

## Calciomercato

### Sessione estiva
| Acquisti         | Acquisti               | Acquisti            | Acquisti             |
| R.               | Nome                   | da                  | Modalità             |
| ---------------- | ---------------------- | ------------------- | -------------------- |
| C                | Pep Biel               | Copenaghen          | definitivo (6 mln €) |
| A                | Aboubakar Kamara       | Arīs Salonicco      | definitivo (5 mln €) |
| A                | Philip Zinckernagel    | Watford             | definitivo (2 mln €) |
| D                | Doron Leidner          | Hapoel Tel Aviv     | definitivo (2 mln €) |
| D                | Pipa                   | Huddersfield Town   | definitivo (1 mln €) |
| Altre operazioni |                        |                     |                      |
| R.               | Nome                   | da                  | Modalità             |
| C                | James Rodriguez        | Al-Rayyan           | gratuito             |
| A                | Cédric Bakambu         | Olympique Marsiglia | gratuito             |
| D                | Sime Vrsaljko          | Atlético Madrid     | gratuito             |
| D                | Marcelo                | Real Madrid         | gratuito             |
| C                | Hwang In-beom          | Rubin               | gratuito             |
| P                | Alexandros Paschalakis | PAOK                | gratuito             |
| C                | Diadie Samassékou      | Hoffenheim          | prestito             |
| A                | Hwang Ui-Jo            | Nottingham Forest   | prestito             |
| A                | Konrad de la Fuente    | Olympique Marsiglia | prestito             |
| D                | Panagiotis Retsos      | Verona              | prestito             |
| A                | Josh Bowler            | Nottingham Forest   | prestito             |
| C                | Pajtim Kasami          |                     | svincolato           |

| Cessioni         | Cessioni            | Cessioni            | Cessioni                |
| R.               | Nome                | da                  | Modalità                |
| ---------------- | ------------------- | ------------------- | ----------------------- |
| D                | Rúben Semedo        | Al-Duhail           | definitivo (3,5 mln €)  |
| C                | Mady Camara         | Roma                | prestito (1,5 mln €)    |
| A                | Henry Onyekuru      | Adana Demirspor     | prestito (1 mln €)      |
| A                | Tiquinho Soares     | Botafogo            | definitivo (1 mln €)    |
| A                | Nikola Čumić        | Vojvodina           | definitivo (0,75 mln €) |
| A                | Lazar Ranđelović    | Ural                | prestito (0,5 mln €)    |
| Altre operazioni |                     |                     |                         |
| R.               | Nome                | a                   | Modalità                |
| C                | Bandiougou Fadiga   | Ionikos             | prestito                |
| D                | Fotis Kitsos        | Omonia              | prestito                |
| C                | Alexandros Nikolias | Larissa             | gratuito                |
| P                | Ilias Karargyris    | Proodeftikī         | gratuito                |
| D                | Kōstas Manōlas      | Sharjah             | definitivo              |
| C                | Pepe                | Ankaragücü          | prestito                |
| A                | Ahmed Hassan        | Alanyaspor          | prestito                |
| A                | Philip Zinckernagel | Standard Liegi      | prestito                |
| C                | João Carvalho       | Estoril Praia       | prestito                |
| D                | Maximiliano Lovera  | Ionikos             | prestito                |
| D                | Svetozar Marković   | Partizan            | definitivo              |
| C                | Mamadou Kane        | Pafos               | prestito                |
| C                | Vasilios Sourlis    | Fortuna Sittard     | prestito                |
| A                | Sergi Canós         | Brentford           | fine prestito           |
| C                | Diadie Samassékou   | Hoffenheim          | fine prestito           |
| A                | Konrad de la Fuente | Olympique Marsiglia | fine prestito           |
| D                | Panagiotis Retsos   | Verona              | fine prestito           |
| C                | James Rodriguez     |                     | svincolato              |
| D                | Avraam Papadopoulos |                     | ritiro                  |

### Sessione invernale
| Acquisti         | Acquisti         | Acquisti        | Acquisti               |
| R.               | Nome             | da              | Modalità               |
| ---------------- | ---------------- | --------------- | ---------------------- |
| D                | Ramon            | Flamengo        | definitivo (1,5 mln €) |
| A                | Zymer Bytyqi     | Konyaspor       | definitivo (1 mln €)   |
| Altre operazioni |                  |                 |                        |
| R.               | Nome             | da              | Modalità               |
| D                | Rodinei          | Flamengo        | gratuito               |
| A                | Sergi Canós      | Brentford       | prestito               |
| C                | Pepe             | Ankaragücü      | fine prestito          |
| C                | Vasilios Sourlis | Fortuna Sittard | fine prestito          |

| Cessioni         | Cessioni            | Cessioni          | Cessioni               |
| R.               | Nome                | da                | Modalità               |
| ---------------- | ------------------- | ----------------- | ---------------------- |
| D                | Pipa                | Ludogorec         | definitivo (0,6 mln €) |
| Altre operazioni |                     |                   |                        |
| R.               | Nome                | a                 | Modalità               |
| D                | Marcelo             | Fluminense        | gratuito               |
| P                | Tomáš Vaclík        | Huddersfield Town | gratuito               |
| D                | Kenny Lala          | Brest             | gratuito               |
| D                | Leonardo Koutris    | Pogoń Stettino    | gratuito               |
| D                | Giannis Masouras    | Miedź Legnica     | gratuito               |
| C                | Andreas Bouchalakis | Konyaspor         | prestito               |
| C                | Aguibou Camara      | Atromītos         | prestito               |
| A                | Aboubakar Kamara    | Arīs Salonicco    | prestito               |
| C                | Pepe                | FC Cartagena      | prestito               |
| C                | Pierre Kunde        | Bochum            | prestito               |
| D                | Doron Leidner       | Austria Vienna    | prestito               |
| A                | Hwang Ui-Jo         | Nottingham Forest | fine prestito          |
| A                | Josh Bowler         | Nottingham Forest | fine prestito          |
| D                | Sime Vrsaljko       |                   | svincolato             |

## Risultati

### Souper Ligka Ellada

#### Girone d'andata
| Arbitro: | Manouchos (Argolide) |

|                             |           |  |
| Valbuena 57’ Ranđelović 74’ | Marcatori |  |

| Tripoli 29 agosto 2022, ore 19:00 EEST 2ª giornata | Asteras Tripolīs    | 0 – 0 referto | Olympiacos | Stadio Theodōros Kolokotrōnīs (1 229 spett.)\| Arbitro: \| Karantonis (Emazia) \| |
| Arbitro:                                           | Karantonis (Emazia) |               |            |                                                                                   |

| Arbitro: | Diamantopoulos (Arcadia) |

|                                              |           |             |
| Bouchalakis 17’ Biel 45’ El-Arabi 90’ (rig.) | Marcatori | 49’ Mendoza |

| Arbitro: | Fotias (Pella) |

|              |           |              |
| El-Arabi 76’ | Marcatori | 28’ Ožegović |

| Arbitro: | Bognár |

|                       |           |              |
| Mancini 76’ Palma 80’ | Marcatori | 15’ Masouras |

| Arbitro: | Tzovaras (Ftiotide) |

|                         |           |  |
| Bakambu 45’ (rig.), 68’ | Marcatori |  |

| Arbitro: | Diamantopoulos (Arcadia) |

|                 |           |                           |
| Ntoi 40’ (aut.) | Marcatori | 58’ Rodrigues 81’ Bakambu |

| Arbitro: | Treimanis |

|               |           |                                      |
| Rodrigues 37’ | Marcatori | 8’ (aut.) Papastathopoulos 56’ Narey |

| Arbitro: | Gamaris (Atene) |

|  |           |                       |
|  | Marcatori | 50’ Biel 82’ Valbuena |

| Arbitro: | Manouchos (Argolide) |

|                           |           |  |
| Rodrigues 22’ Bakambu 28’ | Marcatori |  |

| Arbitro: | Kehlet |

|            |           |          |
| Šporar 90’ | Marcatori | 84’ Biel |

| Arbitro: | Papadopoulos (Atene) |

|  |           |                |
|  | Marcatori | 40’ Androutsos |

| Il Pireo 13 novembre 2022, ore 19:30 EET 13ª giornata | Olympiacos | 0 – 0 referto | AEK Atene | Stadio Geōrgios Karaiskakīs (31 717 spett.)\| Arbitro: \| Nyberg \| |
| Arbitro:                                              | Nyberg     |               |           |                                                                     |

#### Girone di ritorno
| Arbitro: | Koubarakis (Tracia) |

|                         |           |                    |
| Pamlidīs 64’ Liasos 76’ | Marcatori | 33’, 45’ Fortounīs |

| Arbitro: | Perrakis (Atene) |

|                                                       |           |  |
| Biel 4’ Rodrigues 35’, 84’ Bakambu 68’ Masouras 90+1’ | Marcatori |  |

| Arbitro: | Diamantopoulos (Arcadia) |

|  |           |                           |
|  | Marcatori | 34’ Bakambu 40’ Fortounīs |

| Arbitro: | Papapetrou (Atene) |

|  |           |                                              |
|  | Marcatori | 7’ Biel 22’ In-Beom 45’ Bakambu 75’ El-Arabi |

| Arbitro: | Reinshreiber |

|              |           |  |
| Masouras 46’ | Marcatori |  |

| Arbitro: | Manouchos (Argolide) |

|                 |           |             |
| Friðjónsson 66’ | Marcatori | 54’ Bakambu |

| Arbitro: | Papadopoulos (Atene) |

|                          |           |           |
| Bakambu 39’ El-Arabi 76’ | Marcatori | 19’ Dicko |

| Salonicco 5 febbraio 2023, ore 20:30 EET 21ª giornata | PAOK     | 0 – 0 referto | Olympiacos | Stadio Toumba (23 585 spett.)\| Arbitro: \| Kružliak \| |
| Arbitro:                                              | Kružliak |               |            |                                                         |

| Arbitro: | Gortsilas (Salonicco) |

|                                                                           |           |             |
| Bakambu 9’ Papastathopoulos 45’ Rodrigues 61’, 75’ Canós 67’ Valbuena 90’ | Marcatori | 50’ Karelīs |

| Arbitro: | Katoikos (Atene) |

|  |           |                                     |
|  | Marcatori | 44’ Samassékou 60’ Bakambu 86’ Biel |

| Il Pireo 25 febbraio 2023, ore 19:30 EET 24ª giornata | Olympiacos | 0 – 0 referto | Panathīnaïkos | Stadio Geōrgios Karaiskakīs (31 487 spett.)\| Arbitro: \| Pinheiro \| |
| Arbitro:                                              | Pinheiro   |               |               |                                                                       |

| Arbitro: | Perrakis (Atene) |

|                                                     |           |  |
| Biel 2’, 49’ In-beom 38’ Bakambu 58’ Canós 86’, 88’ | Marcatori |  |

| Arbitro: | Mariani |

|           |           |                                           |
| Zuber 81’ | Marcatori | 50’ (aut.) Moukoudi 53’ Bakambu 67’ Canós |

#### Poule scudetto
| Arbitro: | Diamantopoulos (Argolide) |

|  |           |                                     |
|  | Marcatori | 7’ Kasami 36’ Bakambu 81’ Fortounīs |

| Arbitro: | Verìssimo |

|                                  |           |                        |
| In-beom 36’ Papastathopoulos 52’ | Marcatori | 70’ Iturbe 81’ Camacho |

| Arbitro: | Letexier |

|                                              |           |             |
| Bakambu 59’ Masouras 78’ El-Arabi 87’ (rig.) | Marcatori | 22’ Brandon |

| Arbitro: | del Cerro Grande |

|                                |           |  |
| Šporar 28’ El-Arabi 36’ (aut.) | Marcatori |  |

| Arbitro: | Massa |

|             |           |                                               |
| Bakambu 51’ | Marcatori | 7’ Gaćinović 82’ (rig.) García 90+1’ Mantalos |

| Arbitro: | Makkelie |

|                    |           |                    |
| Palma 36’ Dabo 65’ | Marcatori | 70’ (rig.) Bakambu |

| Arbitro: | Perrakis (Atene) |

|                                                       |           |  |
| Ntoi 19’ Kasami 25’ Biel 45’ Bakambu 61’ El-Arabi 69’ | Marcatori |  |

| Nea Filadelfia 3 maggio 2023, ore 20:00 EEST 34ª giornata | AEK Atene | 0 – 0 referto | Olympiacos | Stadio Agia Sophia (31 100 spett.)\| Arbitro: \| Brisard \| |
| Arbitro:                                                  | Brisard   |               |            |                                                             |

| Arbitro: | Brych |

|              |           |  |
| Reabciuk 68’ | Marcatori |  |

| Arbitro: | Evaggelou (Atene) |

|  |           |                |
|  | Marcatori | 33’ Samassékou |

### Coppa di Grecia
| Arbitro: | Fotias (Pieria) |

|                                       |           |                 |
| Biel 7’ Marcelo 50’, 65’ El-Arabi 63’ | Marcatori | 11’ Kjartansson |

| Arbitro: | Tzovaras (Ftiotide) |

|                             |           |                         |
| Tzovaras 8’ Kōtsopoulos 51’ | Marcatori | 38’ Cissé 45+1’ Marcelo |

| Arbitro: | Martins |

|               |           |  |
| Rodrigues 30’ | Marcatori |  |

| Arbitro: | Vad |

|  |           |              |
|  | Marcatori | 88’ El-Arabi |

| Arbitro: | Dabanović |

|                                                |           |  |
| García 3’, 90+12’ (rig.) Samassékou 27’ (aut.) | Marcatori |  |

| Arbitro: | Aghayev |

|                          |           |        |
| Valbuena 27’ In-beom 57’ | Marcatori | 52’ Ba |

### Champions League

#### Secondo turno preliminare
| Arbitro: | Stegemann |

|            |           |                 |
| Haziza 90’ | Marcatori | 7’ Zinckernagel |

| Arbitro: | Stefański |

|  |           |                                        |
|  | Marcatori | 5’ Chery 61’, 65’ Pierrot 87’ Abu Fani |

### Europa League

#### Terzo turno preliminare
| Arbitro: | Visser |

|              |           |           |
| El-Arabi 87’ | Marcatori | 63’ Green |

| Arbitro: | Nyberg |

|                                          |                      |                                          |
| Šaponjić 90’ Green 108’                  | Marcatori            | 54’ Zinckernagel 101’ Camara             |
| Ramírez Šaponjić Kucka Green Chakvetadze | Tiri di rigore 3 – 4 | Kunde Bouchalakis Masouras Pipa Valbuena |

#### Spareggio
| Arbitro: | Sánchez Martínez |

|           |           |             |
| Janga 18’ | Marcatori | 29’ In-beom |

| Arbitro: | Schärer |

|                                     |                      |                            |
| Masouras 2’                         | Marcatori            | 90’ Pittas                 |
| M'Vila de la Fuente Pipa Ranđelović | Tiri di rigore 3 – 1 | Kyriakou Pittas Ongenda Ba |

#### Fase a gironi
| Arbitro: | Lechner |

|                          |           |                        |
| Mohamed 32’ Guessand 90’ | Marcatori | 50’ (aut.) Moutoussamy |

| Arbitro: | Jug |

|  |           |                                |
|  | Marcatori | 5’ Höfler 25’, 52’ Gregoritsch |

| Arbitro: | Peljto |

|  |           |                                      |
|  | Marcatori | 68’ Kwabena 82’ Vešović 86’ Şeydayev |

| Baku 13 ottobre 2022, ore 19:45 EEST Gruppo G - 4ª giornata | Qarabağ | 0 – 0 referto | Olympiacos | Stadio Tofiq Bəhramov (31 200 spett.)\| Arbitro: \| Pawson \| |
| Arbitro:                                                    | Pawson  |               |            |                                                               |

| Arbitro: | Tohver |

|            |           |              |
| Kübler 90’ | Marcatori | 17’ El-Arabi |

| Arbitro: | Bojko |

|  |           |                      |
|  | Marcatori | 79’ Mohamed 90’ Blas |

## Statistiche

### Statistiche di squadra
| Competizione        | Punti | In casa | In casa | In casa | In casa | In casa | In casa | In trasferta | In trasferta | In trasferta | In trasferta | In trasferta | In trasferta | Totale | Totale | Totale | Totale | Totale | Totale | DR  |
| Competizione        | Punti | G       | V       | N       | P       | Gf      | Gs      | G            | V            | N            | P            | Gf           | Gs           | G      | V      | N      | P      | Gf     | Gs     | DR  |
| ------------------- | ----- | ------- | ------- | ------- | ------- | ------- | ------- | ------------ | ------------ | ------------ | ------------ | ------------ | ------------ | ------ | ------ | ------ | ------ | ------ | ------ | --- |
| Souper Ligka Ellada | 73    | 18      | 12      | 4       | 2       | 43      | 12      | 18           | 9            | 6            | 3            | 27           | 11           | 36     | 21     | 10     | 5      | 70     | 23     | +47 |
| Coppa di Grecia     |       | 3       | 3       | 0       | 0       | 7       | 2       | 3            | 1            | 1            | 1            | 3            | 5            | 6      | 4      | 1      | 1      | 10     | 7      | +3  |
| Champions League    | -     | 1       | 0       | 0       | 1       | 0       | 4       | 1            | 0            | 1            | 0            | 1            | 1            | 2      | 0      | 1      | 1      | 1      | 5      | -4  |
| Europa League       | 2     | 5       | 0       | 2       | 3       | 2       | 10      | 5            | 0            | 4            | 1            | 5            | 6            | 10     | 0      | 6      | 4      | 7      | 16     | -9  |
| Totale              | 75    | 27      | 15      | 6       | 6       | 52      | 28      | 27           | 10           | 12           | 5            | 36           | 23           | 54     | 25     | 18     | 11     | 88     | 51     | +37 |

### Andamento in campionato
| Giornata  | 1 | 2 | 3 | 4 | 5 | 6 | 7 | 8 | 9 | 10 | 11 | 12 | 13 | 14 | 15 | 16 | 17 | 18 | 19 | 20 | 21 | 22 | 23 | 24 | 25 | 26 | 27 | 28 | 29 | 30 | 31 | 32 | 33 | 34 | 35 | 36 |
| --------- | - | - | - | - | - | - | - | - | - | -- | -- | -- | -- | -- | -- | -- | -- | -- | -- | -- | -- | -- | -- | -- | -- | -- | -- | -- | -- | -- | -- | -- | -- | -- | -- | -- |
| Luogo     | C | T | C | C | T | C | T | C | T | C  | T  | T  | C  | T  | C  | T  | T  | C  | T  | C  | T  | C  | T  | C  | C  | T  | T  | C  | C  | T  | C  | C  | T  | T  | C  | T  |
| Risultato | V | N | V | N | P | V | V | P | V | V  | N  | V  | N  | N  | V  | V  | V  | V  | N  | V  | N  | V  | V  | N  | V  | V  | V  | N  | V  | P  | P  | P  | V  | N  | V  | V  |
| Posizione | 4 | 3 | 2 | 3 | 6 | 3 | 3 | 4 | 4 | 3  | 3  | 4  | 3  | 4  | 4  | 4  | 4  | 3  | 4  | 4  | 4  | 3  | 3  | 3  | 3  | 3  | 3  | 3  | 3  | 3  | 3  | 3  | 3  | 3  | 3  | 3  |

Legenda:

Luogo: C = Casa; T = Trasferta. Risultato: V = Vittoria; N = Pareggio; P = Sconfitta.

### Statistiche dei giocatori
Sono in corsivo i calciatori che hanno lasciato la società a stagione in corso.
| Giocatore           | Souper Ligka Ellada | Souper Ligka Ellada | Souper Ligka Ellada | Souper Ligka Ellada | Coppa di Grecia | Coppa di Grecia | Coppa di Grecia | Coppa di Grecia | UEFA Champions League | UEFA Champions League | UEFA Champions League | UEFA Champions League | UEFA Europa League | UEFA Europa League | UEFA Europa League | UEFA Europa League | Totale   | Totale | Totale      | Totale     |
| Giocatore           | Presenze            | Reti                | Ammonizioni         | Espulsioni          | Presenze        | Reti            | Ammonizioni     | Espulsioni      | Presenze              | Reti                  | Ammonizioni           | Espulsioni            | Presenze           | Reti               | Ammonizioni        | Espulsioni         | Presenze | Reti   | Ammonizioni | Espulsioni |
| ------------------- | ------------------- | ------------------- | ------------------- | ------------------- | --------------- | --------------- | --------------- | --------------- | --------------------- | --------------------- | --------------------- | --------------------- | ------------------ | ------------------ | ------------------ | ------------------ | -------- | ------ | ----------- | ---------- |
| T. Androutsos       | 7                   | 1                   | 3                   | 0                   | 3               | 0               | 0               | 0               | 0                     | 0                     | 0                     | 0                     | 1                  | 0                  | 0                  | 0                  | 11       | 1      | 3           | 0          |
| O. Ba               | 19                  | 0                   | 2                   | 0                   | 1               | 0               | 1               | 0               | 0                     | 0                     | 0                     | 0                     | 5                  | 0                  | 0                  | 2                  | 25       | 0      | 3           | 2          |
| C. Bakambu          | 32                  | 18                  | 4                   | 0                   | 5               | 0               | 1               | 0               | 0                     | 0                     | 0                     | 0                     | 0                  | 0                  | 0                  | 0                  | 37       | 18     | 5           | 0          |
| P. Biel             | 30                  | 9                   | 2                   | 0                   | 4               | 1               | 1               | 0               | 0                     | 0                     | 0                     | 0                     | 5                  | 0                  | 0                  | 0                  | 39       | 10     | 3           | 0          |
| A. Bouchalakīs      | 3                   | 1                   | 0                   | 0                   | 2               | 0               | 0               | 0               | 2                     | 0                     | 0                     | 0                     | 7                  | 0                  | 0                  | 0                  | 14       | 1      | 0           | 0          |
| J. Bowler           | 4                   | 0                   | 0                   | 0                   | 0               | 0               | 0               | 0               | 0                     | 0                     | 0                     | 0                     | 3                  | 0                  | 0                  | 0                  | 7        | 0      | 0           | 0          |
| Z. Bytyqi           | 2                   | 0                   | 0                   | 0                   | 1               | 0               | 0               | 0               | 0                     | 0                     | 0                     | 0                     | 0                  | 0                  | 0                  | 0                  | 3        | 0      | 0           | 0          |
| A. Camara           | 6                   | 0                   | 0                   | 0                   | 1               | 0               | 0               | 0               | 1                     | 0                     | 0                     | 0                     | 3                  | 1                  | 0                  | 0                  | 11       | 1      | 0           | 0          |
| M. Camara           | 0                   | 0                   | 0                   | 0                   | 0               | 0               | 0               | 0               | 2                     | 0                     | 1                     | 0                     | 1                  | 0                  | 0                  | 0                  | 3        | 0      | 1           | 0          |
| S. Canós            | 8                   | 4                   | 1                   | 0                   | 0               | 0               | 0               | 0               | 0                     | 0                     | 0                     | 0                     | 0                  | 0                  | 0                  | 0                  | 8        | 4      | 1           | 0          |
| J. Carvalho         | 0                   | 0                   | 0                   | 0                   | 0               | 0               | 0               | 0               | 1                     | 0                     | 0                     | 0                     | 0                  | 0                  | 0                  | 0                  | 1        | 0      | 0           | 0          |
| P. A. Cissé         | 6                   | 0                   | 0                   | 0                   | 3               | 1               | 0               | 0               | 2                     | 0                     | 1                     | 0                     | 8                  | 0                  | 1                  | 0                  | 19       | 1      | 2           | 0          |
| K. de la Fuente     | 3                   | 0                   | 0                   | 0                   | 0               | 0               | 0               | 0               | 0                     | 0                     | 0                     | 0                     | 2                  | 0                  | 1                  | 0                  | 5        | 0      | 1           | 0          |
| Y. El-Arabi         | 34                  | 6                   | 2                   | 0                   | 6               | 2               | 0               | 0               | 1                     | 0                     | 0                     | 0                     | 8                  | 2                  | 1                  | 0                  | 49       | 10     | 3           | 0          |
| K. Fortounīs        | 25                  | 4                   | 2                   | 0                   | 3               | 0               | 1               | 0               | 0                     | 0                     | 0                     | 0                     | 0                  | 0                  | 0                  | 0                  | 28       | 4      | 3           | 0          |
| A. Hassan           | 1                   | 0                   | 0                   | 0                   | 0               | 0               | 0               | 0               | 0                     | 0                     | 0                     | 0                     | 1                  | 0                  | 0                  | 0                  | 2        | 0      | 0           | 0          |
| H. In-beom          | 32                  | 3                   | 5                   | 0                   | 3               | 1               | 0               | 0               | 0                     | 0                     | 0                     | 0                     | 5                  | 1                  | 0                  | 0                  | 40       | 5      | 5           | 0          |
| A. Kalogeropoulos   | 0                   | 0                   | 0                   | 0                   | 0               | 0               | 0               | 0               | 0                     | 0                     | 0                     | 0                     | 1                  | 0                  | 0                  | 0                  | 1        | 0      | 0           | 0          |
| A. Kamara           | 1                   | 0                   | 0                   | 0                   | 0               | 0               | 0               | 0               | 1                     | 0                     | 0                     | 0                     | 4                  | 0                  | 0                  | 0                  | 6        | 0      | 0           | 0          |
| M. Kane             | 0                   | 0                   | 0                   | 0                   | 0               | 0               | 0               | 0               | 2                     | 0                     | 0                     | 0                     | 1                  | 0                  | 0                  | 0                  | 3        | 0      | 0           | 0          |
| P. Kasami           | 12                  | 2                   | 1                   | 0                   | 3               | 0               | 2               | 0               | 0                     | 0                     | 0                     | 0                     | 0                  | 0                  | 0                  | 0                  | 15       | 2      | 3           | 0          |
| L. Koutris          | 1                   | 0                   | 0                   | 0                   | 0               | 0               | 0               | 0               | 0                     | 0                     | 0                     | 0                     | 0                  | 0                  | 0                  | 0                  | 1        | 0      | 0           | 0          |
| P. Kunde            | 2                   | 0                   | 1                   | 0                   | 0               | 0               | 0               | 0               | 1                     | 0                     | 0                     | 0                     | 10                 | 0                  | 2                  | 0                  | 13       | 0      | 3           | 0          |
| K. Manōlas          | 3                   | 0                   | 0                   | 0                   | 0               | 0               | 0               | 0               | 2                     | 0                     | 0                     | 0                     | 3                  | 0                  | 1                  | 0                  | 8        | 0      | 1           | 0          |
| V. Marcelo          | 5                   | 0                   | 0                   | 0                   | 2               | 3               | 0               | 0               | 0                     | 0                     | 0                     | 0                     | 3                  | 0                  | 0                  | 0                  | 10       | 3      | 0           | 0          |
| G. Masouras         | 33                  | 4                   | 4                   | 0                   | 4               | 0               | 0               | 0               | 2                     | 0                     | 1                     | 0                     | 4                  | 1                  | 3                  | 0                  | 43       | 5      | 8           | 0          |
| Y. M'Vila           | 31                  | 0                   | 4                   | 0                   | 4               | 0               | 0               | 0               | 2                     | 0                     | 0                     | 0                     | 8                  | 0                  | 2                  | 0                  | 45       | 0      | 6           | 0          |
| A. Ntoi             | 21                  | 4                   | 3                   | 0                   | 4               | 0               | 0               | 1               | 0                     | 0                     | 0                     | 0                     | 2                  | 0                  | 0                  | 0                  | 27       | 4      | 3           | 1          |
| S. Papastathopoulos | 27                  | 2                   | 6                   | 1                   | 2               | 0               | 0               | 0               | 1                     | 0                     | 0                     | 0                     | 2                  | 0                  | 1                  | 0                  | 32       | 2      | 7           | 1          |
| A. Paschalakis      | 24                  | -17                 | 0                   | 0                   | 1               | -1              | 1               | 0               | 0                     | 0                     | 0                     | 0                     | 2                  | -1                 | 1                  | 0                  | 27       | -19    | 2           | 0          |
| G. Pipa             | 11                  | 0                   | 1                   | 0                   | 0               | 0               | 0               | 0               | 1                     | 0                     | 0                     | 0                     | 9                  | 0                  | 0                  | 0                  | 21       | 0      | 1           | 0          |
| R. Ramon            | 9                   | 0                   | 0                   | 1                   | 1               | 0               | 0               | 0               | 0                     | 0                     | 0                     | 0                     | 0                  | 0                  | 0                  | 0                  | 10       | 0      | 0           | 1          |
| L. Ranđelović       | 3                   | 1                   | 0                   | 0                   | 0               | 0               | 0               | 0               | 0                     | 0                     | 0                     | 0                     | 4                  | 0                  | 0                  | 0                  | 7        | 1      | 0           | 0          |
| O. Reabciuk         | 30                  | 1                   | 6                   | 0                   | 4               | 0               | 1               | 0               | 2                     | 0                     | 1                     | 0                     | 9                  | 1                  | 2                  | 0                  | 45       | 2      | 10          | 0          |
| P. Retsos           | 7                   | 0                   | 0                   | 0                   | 3               | 0               | 0               | 0               | 0                     | 0                     | 0                     | 0                     | 4                  | 0                  | 3                  | 0                  | 14       | 0      | 3           | 0          |
| M. Rodinei          | 19                  | 0                   | 6                   | 0                   | 3               | 0               | 1               | 0               | 0                     | 0                     | 0                     | 0                     | 0                  | 0                  | 0                  | 0                  | 22       | 0      | 7           | 0          |
| G. Rodrigues        | 18                  | 2                   | 0                   | 0                   | 6               | 1               | 0               | 0               | 0                     | 0                     | 0                     | 0                     | 5                  | 0                  | 1                  | 0                  | 29       | 3      | 1           | 0          |
| J. Rodrìguez        | 20                  | 5                   | 1                   | 0                   | 3               | 0               | 0               | 0               | 4                     | 0                     | 1                     | 0                     | 0                  | 0                  | 0                  | 0                  | 27       | 5      | 2           | 0          |
| D. Samassékou       | 20                  | 2                   | 2                   | 0                   | 5               | 0               | 0               | 0               | 0                     | 0                     | 0                     | 0                     | 0                  | 0                  | 0                  | 0                  | 25       | 2      | 2           | 0          |
| A. Sapountzis       | 0                   | 0                   | 0                   | 0                   | 0               | 0               | 0               | 0               | 0                     | 0                     | 0                     | 0                     | 1                  | 0                  | 0                  | 0                  | 1        | 0      | 0           | 0          |
| Tiquinho            | 0                   | 0                   | 0                   | 0                   | 0               | 0               | 0               | 0               | 2                     | 0                     | 1                     | 0                     | 2                  | 0                  | 1                  | 0                  | 4        | 0      | 2           | 0          |
| K. Tzolakīs         | 7                   | -9                  | 1                   | 0                   | 0               | 0               | 0               | 0               | 0                     | 0                     | 0                     | 0                     | 2                  | -5                 | 0                  | 0                  | 9        | -14    | 1           | 0          |
| H. Ui-Jo            | 5                   | 0                   | 0                   | 0                   | 1               | 0               | 0               | 0               | 0                     | 0                     | 0                     | 0                     | 6                  | 0                  | 0                  | 0                  | 12       | 0      | 0           | 0          |
| T. Vaclík           | 5                   | -4                  | 0                   | 0                   | 0               | 0               | 0               | 0               | 2                     | -5                    | 0                     | 0                     | 6                  | -10                | 1                  | 0                  | 13       | -19    | 1           | 0          |
| M. Valbuena         | 18                  | 3                   | 1                   | 0                   | 4               | 1               | 2               | 0               | 1                     | 0                     | 0                     | 0                     | 6                  | 0                  | 1                  | 0                  | 29       | 4      | 4           | 0          |
| M. Vrousai          | 19                  | 0                   | 4                   | 0                   | 6               | 0               | 1               | 0               | 0                     | 0                     | 0                     | 0                     | 4                  | 0                  | 1                  | 0                  | 29       | 0      | 6           | 0          |
| S. Vrsaljko         | 3                   | 0                   | 1                   | 0                   | 0               | 0               | 0               | 0               | 2                     | 0                     | 1                     | 0                     | 4                  | 0                  | 1                  | 0                  | 9        | 0      | 3           | 0          |
| P. Zinckernagel     | 1                   | 0                   | 0                   | 0                   | 0               | 0               | 0               | 0               | 2                     | 1                     | 0                     | 0                     | 4                  | 1                  | 0                  | 0                  | 7        | 2      | 0           | 0          |